# پیلار
پیلار (به اسپانیایی: Pilar, Paraguay) شهری در کشور پاراگوئه، استان نیمبوکو است که جمعیت آن در سرشماری سال ۲۰۰۲ میلادی ۲۴٫۳۰۰ نفر بوده‌است.